# Siedlanów
Siedlanów [pronunciación en polaco: /ɕedˈlanuf/] es un pueblo ubicado en el distrito administrativo de Gmina Radzyń Podlaski, dentro del Condado de Radzyń Podlaski, Voivodato de Lublin, en Polonia oriental. Se encuentra aproximadamente a 7 kilómetros al noreste de Radzyń Podlaski y a 64 kilómetros al norte de la capital regional Lublin.